# Sierra Juárez
Sierra Juárez är en bergskedja i Mexiko.   Den ligger i delstaten Baja California, i den nordvästra delen av landet, 2 200 km nordväst om huvudstaden Mexico City.